# Y-chromosomale Adam

Een gemeenschappelijke voorouder van alle menselijke Y-chromosomen

De Y-chromosomale Adam is de recentste gemeenschappelijke voorouder (rgv) in de mannelijke lijn, dus recentste gemeenschappelijke voorouder van alle menselijke Y-chromosomen. De vrouwelijke tegenhanger is mitochondriale Eva. Anders dan andere chromosomen wordt het Y-chromosoom uitsluitend van vader op zoon overgedragen, net zoals mitochondriaal DNA alleen door de moeder wordt doorgegeven aan al haar kinderen.
De Y-chromosomale Adam kan ook worden gedefinieerd als de recentste gemeenschappelijke voorouder in de mannelijke lijn van alle nu levende mensen, waarbij alleen een 'ononderbroken' mannelijke afstammingslijn geldt: van vaders, grootvaders van vaders kant, enzovoort. Merk op dat dit iets anders is dan de recentste gemeenschappelijke voorouder in de mannelijke én vrouwelijke lijn.
De Y-chromosomale Adam is niet op elk moment in de geschiedenis van de mensheid dezelfde persoon. De recentste gemeenschappelijke voorouder in de mannelijke lijn van mensen die nu leven is iemand anders dan die voor mensen die over duizend jaar leven: wanneer mannelijke lijnen uitsterven, kan een recentere persoon, de Y-mrgv van een tak afstammelingen van de eerdere Y-Adam, de nieuwe Y-Adam worden.
De Y-chromosomale Adam van nu levende mensen leefde waarschijnlijk ergens tussen 60 000 en 90 000 jaar geleden; deze schatting berust op onderzoek naar de genetische klok en genetische markers. Hoewel hun afstammelingen soms nauwe verwanten kunnen zijn, zit een duizenden generaties omvattende periode tussen Y-chromosomale Adam en mitochondriale Eva. Dat ze vernoemd zijn naar Adam en Eva in Genesis is dan ook slechts een metafoor; ze worden niet als de eerste mensen beschouwd. Er moeten toen ze leefden veel meer mensen geweest zijn.
Op basis van een DNA-analyse uit 2002 wordt aangenomen dat Y-chromosomale Adam en mitochondriale Eva allebei in Afrika leefden, maar wel 85 000 jaar na elkaar. Daarmee ondersteunt Y-Adam de enkele-oorspronghypothese over de evolutie van de mens.
In maart 2013 werd bekend dat een onderzocht Afro-Amerikaans Y-chromosoom de oudste tak van het menselijk Y-chromosoom vertegenwoordigde. De datering van de recentste gemeenschappelijke voorouder in de mannelijke lijn van mensen die nu leven is daarmee aanzienlijk vroeger dan tot dan toe werd aangenomen. De Y-Chromosomale Adam leefde 338 000 jaar geleden. Opmerkelijk daarbij is dat dit ook vergelijkbaar is met de oudst bekende fossielen van de vroege moderne mens.